# Isorbitoina
Isorbitoina es un género de foraminífero bentónico considerado como nomen nudum e invalidado, aunque también considerado un sinónimo posterior de Nephrolepidina la subfamilia Helicolepidininae, de la familia Lepidocyclinidae, de la superfamilia Asterigerinoidea, del suborden Rotaliina y del orden Rotaliida. Su especie tipo era Lepidocyclina (Isolepidina) trinitatis. Su rango cronoestratigráfico abarcaba desde el Aquitaniense hasta el Burdigaliense (Mioceno inferior).

## Discusión
Isorbitoina fue propuesto como un subgénero de Orbitoina, es decir, Orbitoina (Isorbitoina).

## Clasificación
En Isorbitoina no se ha considerado ninguna especie.